# 70728 Gal-Edd
70728 Gal-Edd este un asteroid din centura principală de asteroizi.

## Descriere
70728 Gal-Edd este un asteroid din centura principală de asteroizi. A fost descoperit pe 1 noiembrie 1999 în cadrul proiectului CSS. Asteroidul prezintă o orbită caracterizată de o semiaxă mare de 2,40 ua, o excentricitate de 0,22 și o înclinație de 3,2° în raport cu ecliptica.